# Donja Glina
Donja Glina je naselje u Republici Hrvatskoj, u sastavu grada Slunja, Karlovačka županija. 

## Stanovništvo
Prema popisu stanovništva iz 2001. godine, naselje je imalo 39 stanovnika te 17 obiteljskih kućanstava.

Prema popisu stanovništva 2011. godine naselje je imalo 28 stanovnika.
| broj stanovnika | 119   | 130   | 117   | 149   | 145   | 147   | 99    | 128   | 135   | 118   | 110   | 91    |       |       | 39    | 28    | 15    |
|                 | 1857. | 1869. | 1880. | 1890. | 1900. | 1910. | 1921. | 1931. | 1948. | 1953. | 1961. | 1971. | 1981. | 1991. | 2001. | 2011. | 2021. |